# Pala di Santa Cristina al Tiverone

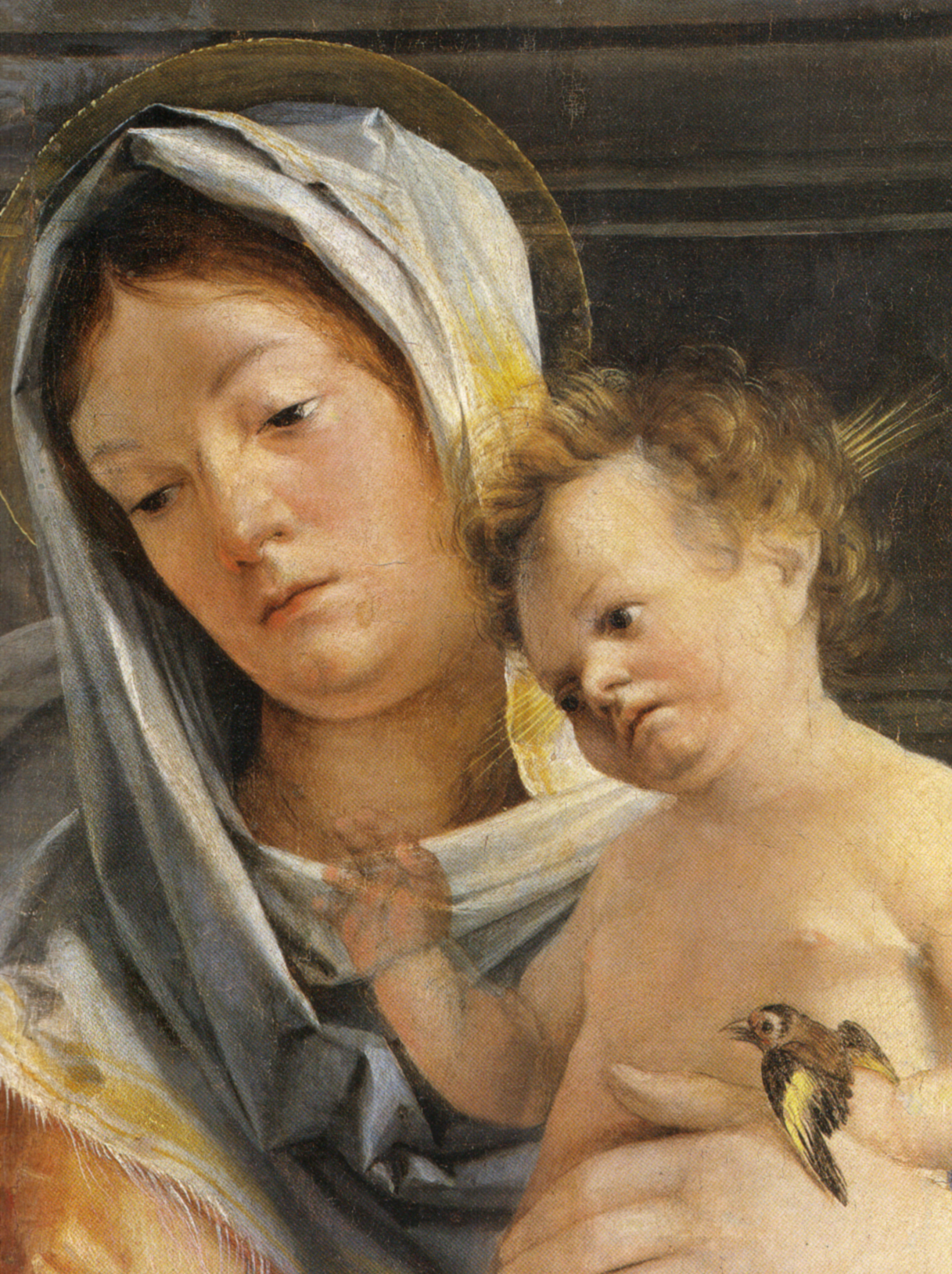
Dettaglio

La Pala di Santa Cristina al Tiverone è un dipinto a olio su tavola (90x179 cm la cimasa, 177x162 il pannello principale) di Lorenzo Lotto, databile al 1504-1506 circa e conservata nella destinazione originale nella chiesa parrocchiale di Santa Cristina di Quinto di Treviso (TV). È firmato "Laurentius / Lotus / P.[inxit]" sul pannello alla base del trono.

## Storia
La grande pala d'altare, la prima di queste dimensioni dell'artista, venne forse commissionata verso il 1505, per intercessione del vescovo di Treviso Bernardo de' Rossi, nella cui piccola corte era attivo il giovane pittore veneziano. Venne consegnata entro il 14 maggio 1506, quando il tribunale trevigiano emise un arbitrato, poco prima della partenza dell'artista per Recanati. 
In ogni caso nel 1507 era stata posta in opera in chiesa. 

## Descrizione e stile
La tavola principale, di forma rettangolare, mostra una sacra conversazione con la Madonna col Bambino in grembo su un alto trono, tra i santi Pietro, Cristina, Liberale e Girolamo. La derivazione dalla Pala di San Zaccaria di Giovanni Bellini è evidente, con la nicchia del trono coperta da mosaici secondo la tradizione bizantina, e un grande tappeto esotico ai piedi di Maria. Alla Pala di Castelfranco di Giorgione sembra invece ispirarsi la figura del santo cavaliere Liberale, patrono di Treviso, che tiene un modellino della città in mano. 
A ben guardare però l'artista si allontanò dai modelli conferendo una maggiore saldezza al gruppo dei santi e movimentandoli con gesti e sguardi concatenati, che danno alla composizione un tono più inquieto e variato, all'insegna dell'asimmetria e non più all'insegna unicamente della serena e silenziosa contemplazione. La luce inoltre è fredda e incidente, distante dalla calda e avvolgente atmosfera dei tonalisti. La monumentalità forte delle figure rimanda all'esempio di Antonello da Messina e la sua Pala di San Cassiano, con contorni però resi più taglienti dall'illuminazione forte
Il Bambino tiene in mano un cardellino, simbolo della sua futura Passione. Il lato destro dell'architettura classicheggiante mostra una veduta esterna, che dà su un muretto coperto da erbe. 
La Pietà, di struggente emotività, pure si rifà a modelli belliniani, con il Cristo morto sorretto da due angeli, seduto su un ripiano su uno sfondo scuro. Anche in questo caso la sensibilità luminosa è diversa dal modello, con colori più freddi e cangianti, che generano un panneggio dal profilo tagliente.

## Altre immagini

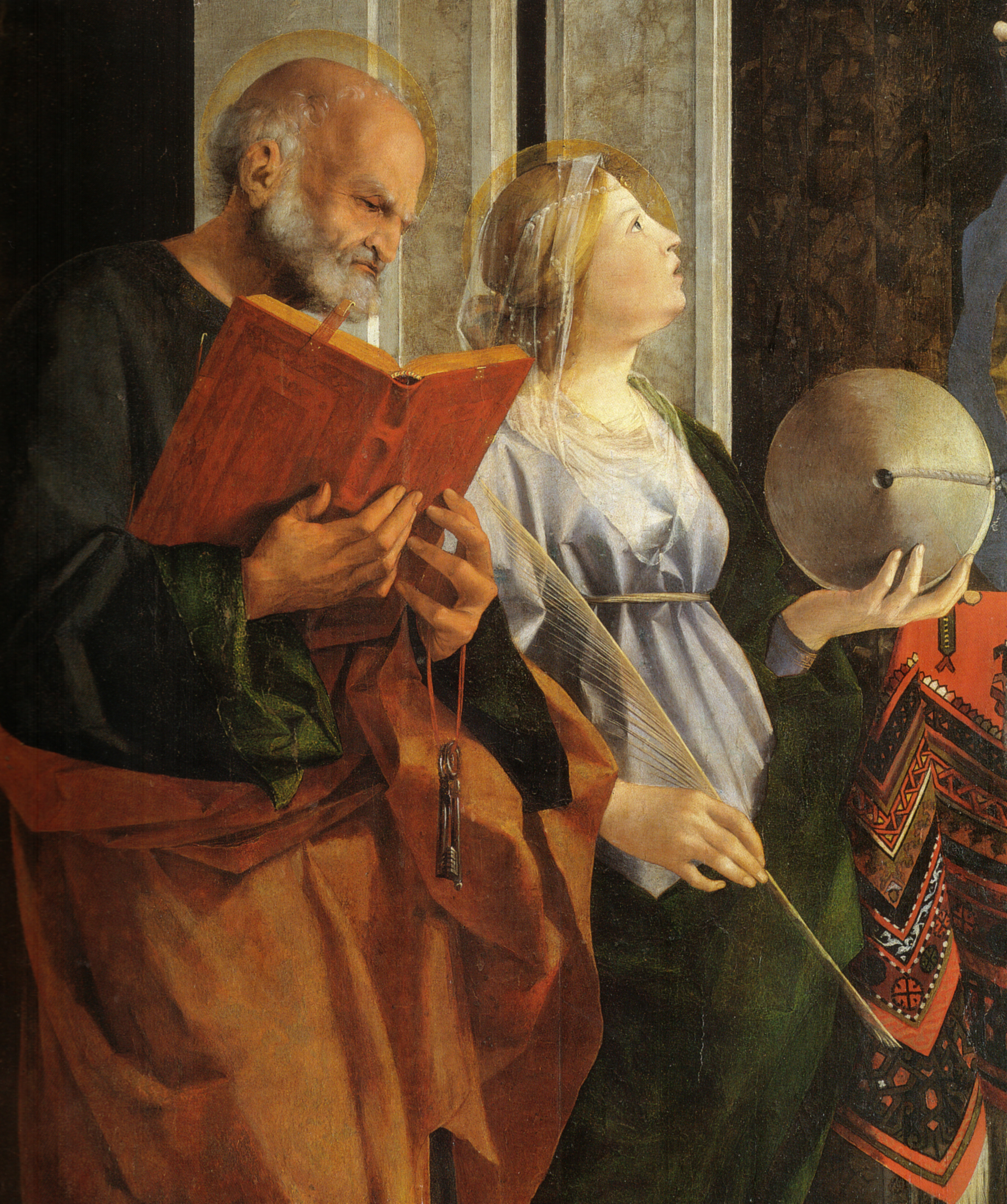
Dettaglio
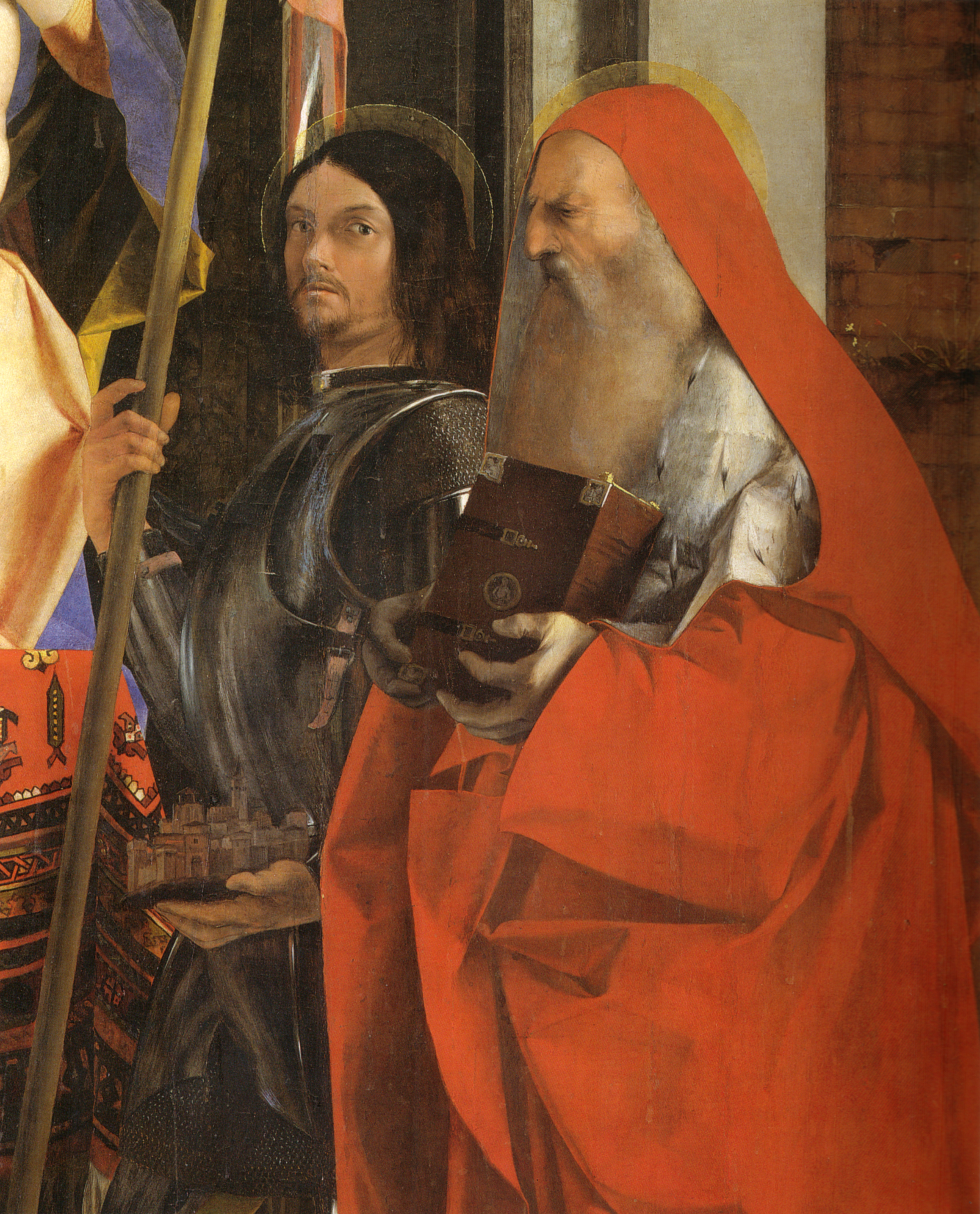
Dettaglio